# Бушояраш
Бушояраш (Хождение бушара; хорв. Pohod bušara; венг. Busójárás) — ежегодное празднование хорватов-шокцев, проживающих в городе Мохаче (Венгрия) в последние дни Мясопуста (венг. Farsang). Особенности празднования: бушары (люди, одетые в традиционные маски), народная музыка, маскарад, парады и танцы. Бушояраш длится шесть дней, как правило, в течение февраля. Он начинается после Жирного четверга на «малом» карнавале в пятницу, затем мясопустное воскресенье (венг. Farsang vasárnap) — седьмое воскресенье перед Пасхой; и оканчивается похоронами Мясопуста (венг. Farsangtemetés) в Жирный вторник (накануне Пепельной среды).

## История

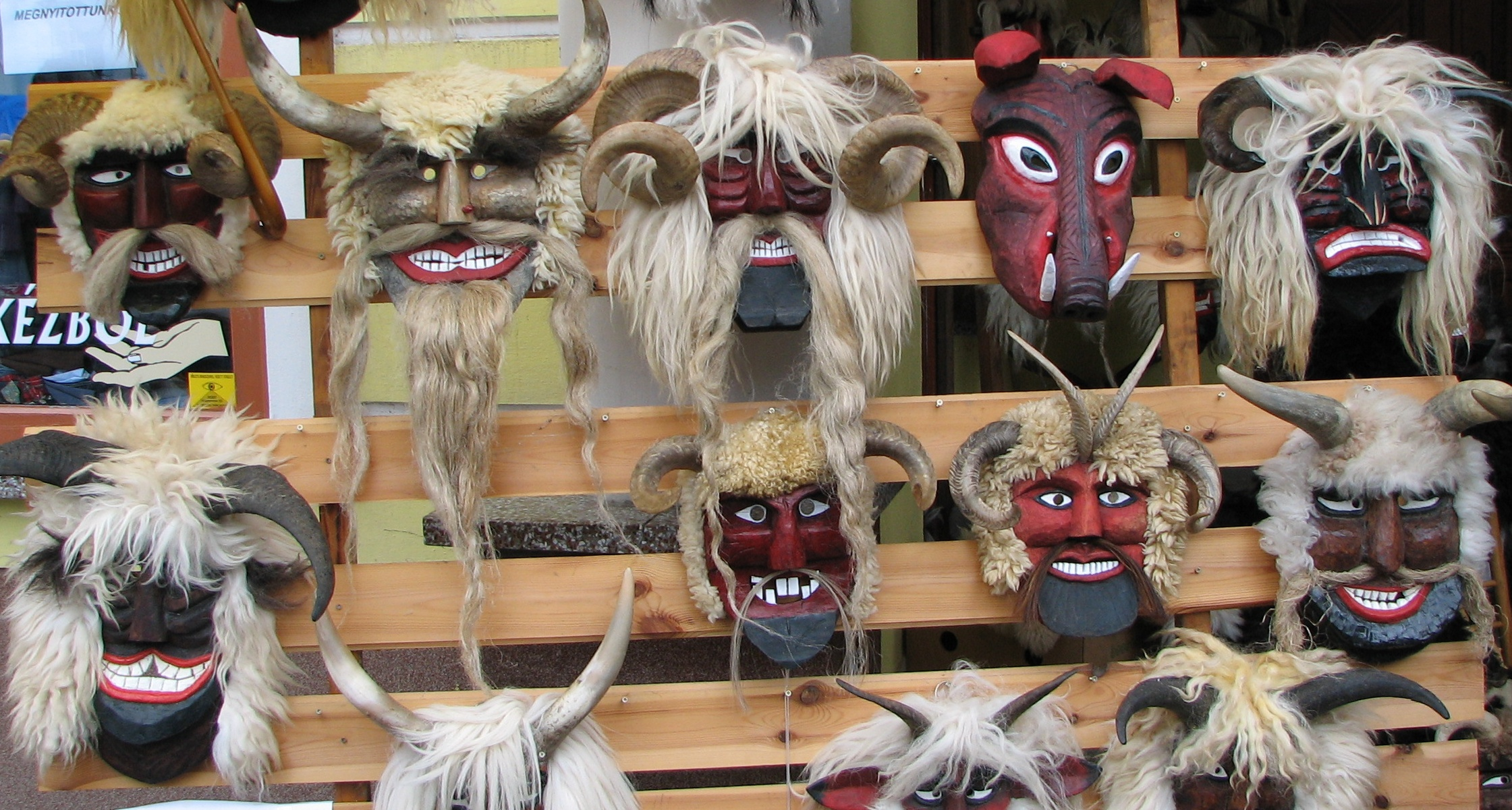
Маски бушаров

Местные жители объясняют карнавал разными легендами. 
По одной из популярных легенд, во время турецкой оккупации территории жители Мохача покинули город и скрывались в близлежащих болотах и лесах от османских войск. Однажды ночью у их костра вдруг откуда ни возьмись появился старец из шокцев и сказал им: «Не бойтесь! Ваша жизнь скоро улучшится, и вы вернётесь в ваши дома. Отныне готовьтесь к бою, точите оружие, смастерите себе страшные маски и ждите бурной ночи, когда рыцарь в маске придет к вам». Старец исчез так же внезапно, как и пришёл. Беженцы последовали его приказу, и через несколько дней в бурную ночь появился рыцарь. Он приказал им вернуться в Мохач, надеть маски и шуметь изо всех сил. Жители Мохача последовали его примеру и напугали турок так, что испугавшись демонов, те сломя голову бежали из города до восхода солнца. 
В более древних легендах бушары шумом и масками отпугивают не турок, а зиму. 
В современных празднествах участвуют гости из соседних стран (Хорватии и Сербии, хорватские шокцы), а также из Польши.